# Episodi di Timeless (prima stagione)
La prima stagione della serie televisiva Timeless è stata trasmessa negli Stati Uniti per la prima volta dall'emittente NBC dal 3 ottobre 2016 al 20 febbraio 2017.
In Italia la stagione è andata in onda in prima visione satellitare su Fox, canale a pagamento della piattaforma Sky, dall'11 dicembre 2016 al 26 marzo 2017.
| nº | Titolo originale                     | Titolo italiano                  | Prima TV USA     | Prima TV Italia  |
| -- | ------------------------------------ | -------------------------------- | ---------------- | ---------------- |
| 1  | Pilot                                | L'Hindenburg                     | 3 ottobre 2016   | 11 dicembre 2016 |
| 2  | The Assassination of Abraham Lincoln | L'assassinio di Abramo Lincoln   | 10 ottobre 2016  | 11 dicembre 2016 |
| 3  | Atomic City                          | La bomba A                       | 17 ottobre 2016  | 18 dicembre 2016 |
| 4  | Party at Castle Varlar               | Il castello di Varlar            | 24 ottobre 2016  | 18 dicembre 2016 |
| 5  | The Alamo                            | Fort Alamo                       | 31 ottobre 2016  | 8 gennaio 2017   |
| 6  | The Watergate Tape                   | Il nastro del Watergate          | 14 novembre 2016 | 15 gennaio 2017  |
| 7  | Stranded                             | Fermi nel passato                | 21 novembre 2016 | 22 gennaio 2017  |
| 8  | Space Race                           | Missione Apollo 11               | 28 novembre 2016 | 29 gennaio 2017  |
| 9  | Last Ride of Bonnie & Clyde          | L'ultima corsa di Bonnie e Clyde | 5 dicembre 2016  | 5 febbraio 2017  |
| 10 | The Capture of Benedict Arnold       | La guerra d'indipendenza         | 12 dicembre 2016 | 12 febbraio 2017 |
| 11 | The World's Columbian Exposition     | Tra magia e realtà               | 16 gennaio 2017  | 19 febbraio 2017 |
| 12 | The Murder of Jesse James            | Jesse James e il vecchio west    | 23 gennaio 2017  | 26 febbraio 2017 |
| 13 | Karma Chameleon                      | Un tuffo negli anni '80          | 30 gennaio 2017  | 5 marzo 2017     |
| 14 | The Lost Generation                  | La generazione perduta           | 6 febbraio 2017  | 12 marzo 2017    |
| 15 | Public Enemy No. 1                   | Nemico pubblico nº 1             | 13 febbraio 2017 | 19 marzo 2017    |
| 16 | The Red Scare                        | Sangue nobile                    | 20 febbraio 2017 | 26 marzo 2017    |

## L'Hindenburg
- Titolo originale: Pilot
- Diretto da: Neil Marshall
- Scritto da: Eric Kripke e Shawn Ryan

### Trama
In un laboratorio segreto diretto da Connor Mason, una squadra di terroristi guidata da Garcia Flynn rapisce Anthony, scienziato a capo del progetto, e fugge a bordo della nave madre di una macchina del tempo. Immediatamente il governo americano affida all'agente speciale Denise Christopher il compito di creare una squadra di emergenza incaricata di inseguire ed uccidere Flynn a bordo della "scialuppa", primo prototipo della stessa macchina del tempo; per questo compito vengono scelti Lucy Preston, una professoressa di storia, Wyatt Logan, un militare ex-testa di cuoio e Rufus Carlin, un altro scienziato coinvolto nel progetto ed unico, dopo il rapimento di Anthony, in grado di guidare il veicolo. La squadra insegue Flynn nel 1937 dove riesce ad impedire che il dirigibile Hindenburg, scampato al disastro avvenuto nella linea temporale ordinaria, esploda durante il viaggio di ritorno uccidendo numerose autorità americane che si devono recare all'incoronazione di Re Giorgio VI e la Regina Elisabetta. Lucy teorizza che Flynn voglia in questo modo distruggere gli Stati Uniti d'America "nella culla". I tre riescono a dirottare il dirigibile costringendolo a terra. Di conseguenza tutti i passeggeri sopravvivono nonostante il dirigibile venga comunque distrutto da un colpo di pistola vagante di uno degli scagnozzi di Flynn.
Durante un confronto con Lucy e Wyatt, Flynn spara ed uccide la giornalista Kate Drummond, con cui Lucy e Wyatt avevano fatto amicizia e che nella linea temporale originale sarebbe dovuta morire durante l'incidente, investita a terra dalla palla di fuoco. Flynn inoltre rivela a Lucy che possiede un diario scritto da lei, il suo diario che lei non ha ancora scritto, e la spinge a chiedere all'agente Christopher di "Rittenhouse". 
Nel presente l'agente Christopher nega di conoscere Rittenhouse mentre Rufus dà con riluttanza a Connor una registrazione audio della missione. Lucy invece scopre che la madre, che aveva lasciato in fin di vita, ora è in buona salute ma ad un prezzo tremendo: la sorella Amy non è mai esistita e lei stessa si ritrova fidanzata ad un passo dal matrimonio con un ragazzo sconosciuto.

## L'assassinio di Abramo Lincoln
- Titolo originale: The Assassination of Abraham Lincoln
- Diretto da: Neil Marshall
- Scritto da: Tom Smuts

### Trama
Flynn viaggia fino al 14 aprile 1865, data dell'assassinio di Abramo Lincoln dove avvicina John Wilkes Booth, con l'intenzione di garantire il successo degli omicidi pianificati del vicepresidente Andrew Johnson, del Segretario di Stato William H. Seward, e del generale Ulysses S. Grant. Intanto Lucy incontra Robert Todd Lincoln, figlio del presidente, e viene invitata al teatro Ford come sua ospite. Nel frattempo Flynn, frustrato per il rifiuto di Booth per usare un'arma da fuoco moderna, ne prende il posto uccidendo Lincoln, ma nella confusione che ne segue Lucy salva Grant, mentre Rufus e Wyatt riescono a salvare rispettivamente Johnson e Seward.
Tornati al presente, Lucy scopre che i suoi genitori non si sono mai incontrati, poiché il padre sposò la nipote di un passeggero dell'Hindenburg impedendo così sia il concepimento di Amy che il fatto che la madre iniziasse a fumare, causa principale della malattia che la stava uccidendo nella linea temporale originale. Inoltre, comprende che il padre che l'aveva cresciuta per tutta la vita non era in realtà il padre biologico.
Rufus si rifiuta di effettuare ulteriori registrazioni per Connor, ma l'uomo lo costringe a continuare ricordandogli di aver finanziato la sua formazione; si scopre che entrambi sono consapevoli di "Rittenhouse." 
Lucy arriva a casa, in ritardo per la sua festa di fidanzamento, decisa a confrontarsi con la madre sull'identità di suo padre, ma viene interrotta dal bacio del suo fidanzato: un estraneo.

## La bomba A
- Titolo originale: Atomic City
- Diretto da: Charles Beeson
- Scritto da: Lana Cho

### Trama
L'agente Christopher ordina a Wyatt di uccidere anche Anthony, sospettando una complicità tra lui e Flynn. La squadra successivamente si sposta a Las Vegas nel 1962 dove, durante un concerto di Frank Sinatra, è presente il gotha del potere americano. È un periodo questo ove i test atomici in zona sono molto frequenti e non fanno quasi più notizia. Flynn dal canto suo riesce a ricattare Judith Campbell, amante del presidente Kennedy, con alcune fotografie di momenti intimi. Il suo piano è utilizzare la ragazza per riuscire ad entrare in una base militare comandata da un altro amante della ragazza e rubare un nucleo di plutonio. Intanto Rufus ed Anthony si incontrano nel locale, qui Anthony gli rivela che il rapimento era una messinscena e che sta collaborando con Flynn con l'obiettivo di distruggere Rittenhouse. Raggiunti da Wyatt, Rufus riesce a farsi consegnare la valigia con il nucleo impedendogli di sparare all'ex collega. In realtà Anthony è riuscito a consegnargli una valigia vuota consentendo a Flynn la fuga con l'ordigno.
Prima di tornare Wyatt non resiste alla tentazione e scrive un telegramma alla moglie, da consegnarle esattamente cinquant'anni dopo, dove la avverte del destino che l'attende tentando così di salvarle la vita.
Tornati al presente Wyatt scopre che il suo tentativo è fallito e la moglie risulta ancora assassinata, decide inoltre di coprire Rufus non rivelando che grazie al suo intervento Anthony non è stato eliminato. Lucy dal canto proprio, comunica a Noah la decisione di tornare dalla madre dicendogli di volersi schiarire le idee. L'episodio si conclude con Flynn ed Anthony che dissotterrano l'ordigno che avevano sepolto nel deserto nel 1962 piuttosto che rischiare di trasportarlo attraverso il tempo.

## Il castello di Varlar
- Titolo originale: Party at Castle Varlar
- Diretto da: Billy Gierhart
- Scritto da: Jim Barnes

### Trama
Jiya riesce a localizzare Flynn e la nave madre analizzando i flussi anomali della rete elettrica utilizzata per ricaricare la macchina. Immediatamente viene inviato sul posto un reparto speciale per neutralizzare il terrorista e i suoi uomini ma, proprio mentre Anthony sta stabilizzando la pila di plutonio rubata nel 1962, la squadra viene avvistata. In brevissimo tempo riescono tutti a fuggire a bordo della macchina del tempo vanificando l'azione. Dalla sala di controllo il veicolo viene localizzato in Germania nel 1944 e vi viene inviata subito la squadra. Il timore di tutti è che Flynn intenda consegnare un'arma nucleare ai nazisti permettendo loro di vincere la guerra. In realtà ben presto comprendono che il suo intento è un altro: rapire Wernher von Braun per consegnarlo all'Unione Sovietica impedendo così agli americani lo sviluppo della corsa allo spazio. Con l'aiuto di una spia inglese infiltrata, il futuro scrittore Ian Fleming, il team riesce a permettere a Von Braun di disertare consegnandosi agli americani.
Nell'attesa dell'arrivo degli alleati Wyatt aiuta Lucy a trovare "qualcosa per cui combattere" mentre Ian e Rufus discutono di una questione di fiducia tra le spie, lo stesso Rufus affronta poi Von Braun il quale sostiene che le considerazioni morali ostacolino l'innovazione.
Tornati al presente la squadra scopre che il cambiamento nella storia ha permesso a Fleming di scrivere un romanzo sulla loro avventura, poi divenuta uno dei primi film di James Bond mai girati nella timeline originale. Lucy pone all'agente Christopher la precisa condizione di recuperare alla timeline sua sorella Amy per poter proseguire nelle missioni.
Rufus, dal canto suo, dopo aver correttamente teorizzato che la pila di plutonio serva ai terroristi per avere una riserva illimitata di energia nella macchina nel tempo comunica a Mason il suo rifiuto a continuare a spiare i suoi compagni di squadra. Mentre rientra a casa tuttavia la sua automobile viene hackerata a distanza e, rimasto a piedi, viene raggiunto da un uomo di Rittenhouse che minaccia la sua famiglia qualora cessi di collaborare con l'organizzazione.

## Fort Alamo
- Titolo originale: The Alamo
- Diretto da: John Terlesky
- Scritto da: Anne Cofell Saunders

### Trama
Flynn viaggia fino al 2 marzo 1836 e convince il Presidente e Generale messicano Antonio López de Santa Anna ad attaccare Alamo tre giorni prima dell'effettivo attacco. Lucy, Wyatt e Rufus lo seguono ed entrano nel forte di Alamo, ma Flynn uccide William B. Travis prima che riuscisse a finire la famosa lettera To the People of Texas & All Americans in the World. Ad un tratto l'esercito messicano sventola la bandiera rossa, segno che non faranno prigionieri in battaglia. Tuttavia Flynn rimane sconvolto nel sapere che Santa Anna non intende lasciar andare donne e bambini prima che cominci lo scontro com'era previsto in origine, quindi Wyatt e Rufus riescono a scavare un passaggio sotterraneo attraverso l'acquedotto. Nel frattempo Lucy finisce la lettera di Travis e la affida a John William Smith che fugge assieme a donne e bambini mettendosi in salvo. James Bowie e Davy Crockett vogliono tuttavia rimanere a difendere il forte, sacrificandosi per respingere un attacco dell'esercito messicano. 
Nel presente la lettera di Lucy, sebbene molto diversa dall'originale di Travis, riesce a preservare la storia originale senza troppe modifiche. Wyatt viene a sapere che verrà rimpiazzato ma Lucy e Rufus convincono Christopher a tenerlo. Lucy torna a casa dalla madre per chiedere informazioni riguardo a suo padre e le consegna un biglietto col suo nome.

## Il nastro del Watergate
- Titolo originale: The Watergate Tape
- Diretto da: Greg Beeman
- Scritto da: Kent Rotherham

### Trama
Uscendo da casa, Rufus trova una lussuosa macchina scura ad attenderlo. Una volta salito, si ritroverà accanto a Connor Mason e di fronte ad un uomo di Rittenhouse. Rufus, sebbene molto spaventato, dice di non voler più fare il doppio gioco per colpa di Rittenhouse e non vuole più spiare Wyatt e Lucy come gli era stato imposto da Connor Mason. Per il bene dei suoi compagni di viaggio, si rifiuta di accettare le richieste di Rittenhouse e di Mason. L’uomo di Rittenhouse, però, gli impone di collaborare e di viaggiare indietro nel tempo, fino al 20 giugno 1972, il giorno dello Scandalo Watergate a Washington, in cui ci fu un'irruzione del Partito Democratico. Richard Nixon, il presidente di allora, ne rimase coinvolto e avrebbe dovuto dimettersi. Il presidente era solito registrare le conversazioni. Quel nastro di conversazione di Nixon a proposito di Watergate è importantissimo per Rittenhouse e a Rufus viene chiesto di non farlo ascoltare a nessuno. Anzi, l'uomo gli porge un biglietto con un numero di telefono, che dovrà contattare costantemente per aggiornamenti sulla vicenda. Viene poi nuovamente minacciato per quanto riguarda la sua casa e la sua famiglia. Intanto Lucy decide di recarsi all’indirizzo dell’abitazione del padre biologico, che non l’ha mai riconosciuta e, mentre aspetta nella sua auto, viene contattata dalla Mason, che la cerca per una missione, quella che li porterà a Washington per lo scandalo Watergate. Wyatt, Lucy e Rufus tornano al 20 giugno 1972, giorno in cui il presidente Nixon registrò diciotto minuti e mezzo del suo discorso. I famosi diciotto minuti e mezzo del discorso mancanti, di cui nessuno sa. Quei minuti furono cancellati dalla segretaria di Nixon. Compito del trio è impossessarsi di quel discorso e riportarlo, poiché riporta delle informazioni talmente importanti che nessuno dovrebbe sentire. Ma giunti sul luogo Flynn rapisce i tre, legandoli a delle sedie in una stanza. Flynn rivela loro che ha già rubato il famoso discorso di diciotto minuti e mezzo di Nixon e per questo ha dovuto uccidere una guardia e le autorità gli stanno dando la caccia. Flynn fa partire il nastro dove il presidente Nixon parla di Rittenhouse e di come anche lui sia coinvolto. Inoltre Garcia mostra il diario di Lucy ma la ragazza non ha mai parlato né con Wyatt né con Rufus della sua conversazione con Flynn avvenuta in Germania a proposito del diario che avrebbe scritto nel futuro. Nonostante le scuse i due ragazzi, delusi, perdono la fiducia che avevano in Lucy. Flynn, decide di separarli e di tenere in ostaggio Wyatt, liberando solo Lucy e Rufus per mandarli alla ricerca del “DOC” di cui Nixon ha parlato nella registrazione. Concede ai due solo cinque ore di tempo entro le quali, se non avrà ottenuto quello che cerca, ucciderà Wyatt. Lucy e Rufus devono immediatamente trovare Mark Felt, direttore associato dell’FBI, alias "Gola profonda", colui che avrebbe risolto lo scandalo di Watergate. Per cercarlo, si recano ad una cabina telefonica. Mentre Lucy cerca in ogni modo di contattare qualcuno che rintracci Felt, Rufus chiama il numero di Rittenhouse. Risponde una voce: “REPORT” è l’unica parola che dice. Rufus racconta che sono stati presi da Flynn e la voce gli risponde “DESTROY THE DOC”, Rufus riattacca terrorizzato. Finalmente, trovano Felt e, fingendosi del Times, riescono ad estorcergli delle informazioni. Felt rivela infatti che qualcuno ha fatto irruzione nella camera di Nixon e che sono state rubate le sue impronte. Nel cestino della camera è stato trovato un foglio con uno strano disegno: un pugno con delle corna. Rufus riconosce il simbolo: quello della Black Liberation Army. I due quindi si dirigono alla sede dell’Esercito a Washington, quella di Gregory Hayes, che sa qualcosa a proposito di DOC. Intanto Flynn racconta a Wyatt che due anni prima, nella società in cui lavorava, due dei suoi amici della Sicurezza Nazionale delegarono dei filmati con la massima segretezza. Interrogandosi sull’accaduto, scoprì che delle ingenti somme di denaro venivano trasferite dalle Isole Cayman a Mason Connor e vi era un nome ricorrente. Flynn, curioso, contattò l’esperto della sicurezza Nazionale e quattro notti dopo, qualcuno, un gruppo di “silenziatori” fece irruzione a casa sua, uccidendo la moglie e la figlia. Infatti Flynn vuole vendicarsi distruggendo Rittenhouse per salvare la sua famiglia. Inoltre Garcia rivela a Wyatt che, secondo lui, anche dietro alla morte di sua moglie, Jessica, c'è Rittenhouse. Wyatt risponde che la notte della sua morte lui era ubriaco e iniziò a litigare con Jessica quando la moglie gli dice di lasciarla sul ciglio della strada. Una volta calmato, Wyatt torna a prendere la moglie ma non la trova da nessuna parte. Fu trovata strangolata dietro ad un cespuglio quindici giorni dopo. La morte di Jessica segnò profondamente Wyatt ed egli non riesce più a guardare avanti. Lucy e Rufus, dall’altra parte della città corrono contro il tempo, le cinque ore date da Flynn stanno per scadere; Hayes li porta da DOC. Qui scoprono che DOC è in realtà una ragazza, una dottoressa laureata in storia, alla quale Rittenhouse e lo stesso Flynn stanno dando la caccia. La ragazza si confida con Lucy, informandola di esser ricercata perché si trovava al Watergate hotel solo due giorni prima. Inoltre lei faceva parte di Rittenhouse poiché i suoi genitori ne facevano parte, ma lei non ne ha mai voluto davvero fare parte. La ragazza rivela inoltre che Rittenhouse controlla ognuno di loro e lei era incaricata di tenere la lista dei membri di Rittenhouse sin dalla sua fondazione, avvenuta nel 1778. Ma non esiste alcun elenco dei nomi infatti, sono nella sua mente, tutti custoditi a memoria. Rufus distrugge poi il registratore contenente le conversazioni tra lei e Wyatt e le racconta finalmente di quello che Rittenhouse l’ha costretto a fare: spiarli, sotto minaccia verso la sua famiglia. Lucy sconvolta e delusa gli risponde che non sa più di chi fidarsi. Improvvisamente gli uomini di Rittenhouse si presentano nel covo di Flynn, convinti di trovare il DOC. Parte una sparatoria tra gli uomini e Flynn e nel mentre arriva Lucy, che libera Wyatt. Infine la squadra accompagna con Hayes il “DOC” per farla partire e farla mettere in salvataggio. Nello stesso tempo, Rufus chiama il numero per fare rapporto nuovamente, mentendo e dicendo che sono caduti in un’imboscata di Flynn e non hanno avuto modo di distruggere il DOC. Dopo l’enorme danno causato da Rufus registrando i due compagni nei loro viaggi, Wyatt propone a Rufus di spiare Rittenhouse per conto loro, in questo modo dovrebbe quindi fare il doppio gioco. Spiare Wyatt e Lucy per Rittenhouse e riferire tutto quello che gli viene chiesto da Rittenhouse ai suoi compagni. 
Nel presente Rufus si ritrova nuovamente sotto torchio da Mason e l’uomo di Rittenhouse, che capisce che Rufus nell’ultima chiamata gli ha mentito. Infatti era lui la voce misteriosa al telefono. Intanto Wyatt, deluso dai suoi compagni, torna a casa sua nella camera da letto dove si vede una parete ricoperta di foto, pagine di giornale, cartine e un computer aperto sull’articolo della morte della moglie. Flynn va al cimitero a fare visita alla lapide della moglie e della figlia, mentre Lucy ritrova il coraggio di bussare alla porta di suo padre. Appare un ragazzo che le chiede cosa vuole e chiama suo padre. Sulla soglia si presenta quindi Benjamin Cahill, l'uomo di Rittenhouse che ha minacciato Rufus. Lucy se ne va con una scusa non appena lo vede, ma lui chiama immediatamente qualcuno per avvisare dell’accaduto.

## Fermi nel passato
- Titolo originale: Stranded
- Diretto da: Holly Dale
- Scritto da: Arika Lisanne Mittman

### Trama
La puntata si apre con Lucy, Wyatt e Rufus bloccati da tre giorni nel 1754 alla disperata ricerca di Flynn. I tre sono nel mirino dei francesi che li considerano delle spie inglesi: il tenente Louis Coulon chiama il figlio Jacques e lo incarica di tenere i tre sotto sorveglianza. Una volta allontanati Wyatt inizia a provocare Jacques e finisce con ucciderlo. A quel punto, prende il registratore di Rufus (con cui quest’ultimo dovrebbe registrare le conversazioni di Lucy e Wyatt per Rittenhouse) e lo scaglia nel fiume lì vicino. Rufus è preoccupato per ciò che dovrà spiegare a Mason, ma Wyatt liquida la faccenda in fretta. I tre non sanno ancora perché Flynn sia andato nel 1754. È l’anno della Guerra franco-indiana, dei francesi alleati con gli indiani contro l’Inghilterra; George Washington combatteva per l’Inghilterra. Gli uomini di Flynn trovano subito il trio e, in una sparatoria, danneggiano gravemente la macchina dei viaggi nel tempo, la loro unica possibilità di tornare a casa. La squadra si rende conto che il piano di Flynn era quello di intrappolarli lì, in un'epoca passata, piena di epidemie e con nemici pronti ad ucciderli. Più tardi Lucy tenta nuovamente di scusarsi con Wyatt, per avergli nascosto la faccenda del diario, dato che Wyatt non le rivolge più la parola. Wyatt le rivela di sapere anche dell’accordo fatto con l’agente Christopher, con cui se lui ucciderà Flynn, l’agente aiuterà la ragazza a riavere indietro la sorella perduta dopo il cambiamento della storia dall’Hindenburg. Wyatt non è felice, fa presente che lui non otterrà mai nulla e in particolare sua moglie Jessica. La situazione della navicella è molto grave: essa presenta un foro nel pannello laterale e il circuito ha subito danni gravi. Rufus, per ripararla, avrebbe bisogno di ferro e due condensatori e per costruirli, gli servirebbe dell’altro materiale. I tre quindi si dirigono verso il Fort Duquesne da cui provengono i soldati francesi. Tuttavia Rufus, una volta riparata la navicella, comunque non riuscirebbe a controllare il luogo dell'atterraggio se non usare il "Protocollo". Alla Mason, intanto, Mason e Jiya concordano che c’è qualcosa che non va. Mason esorta Jiya a trovare un modo per portarli indietro ed anche lei suggerisce di utilizzare il Protocollo. Nel 1754, Wyatt scava su indicazione di Rufus per mandare un messaggio ai Laboratori Mason, tramite una bottiglia. Mason infatti, dovrebbe scavare lì con una squadra e trovare la bottiglia. Intanto Cahill parla con Mason, che gli spiega che la macchina è andata dispersa, e con essa Lucy e che non ha intenzione di finanziare una nuova macchina del tempo. Mason capisce che c’è qualche legame tra Cahill e Lucy e inizia a porsi delle domande sul perché sia stata scelta per quell’incarico. Dopo un po' la squadra viene catturata dagli Shawnee, una tribù indiana che non ama molto gli inglesi. Nel frattempo arriva il capo tribù, una donna, Nonhelema, che capisce subito che sono inglesi. Lucy si spaccia per una dottoressa, dicendo che Wyatt é suo fratello e che sono lì per curare i malati ed aiutare. Il capo tribù non le crede e ordina di uccidere Lucy e Wyatt, che vengono marchiati a morte. Rufus viene invece risparmiato, poiché Nonhelema sostiene che è stato obbligato da Lucy e Wyatt ad essere lì. Viene liberato ma implora la tribù di liberare i suoi compagni, dicendo che Lucy e Wyatt sono suoi amici e gli hanno salvato la vita più volte e che vogliono tornare a casa. Pone una condizione sulla morte degli amici: se verranno uccisi, anche lui dovrà morire. Alla fine vengono risparmiati per onore di Rufus. Arrivati al forte Lucy e Wyatt hanno il compito di distrarre i francesi così che Rufus abbia il tempo di cercare i pezzi per riparare la navicella. Nel presente, Jiya e Mason identificano il messaggio inviato da Rufus, ma riescono a leggervi solo “DEATH MILLENNIUM". Jiya capisce che è un messaggio in codice di cui solo lei e Rufus sono a conoscenza, quindi si mette all'opera per salvarli. Intanto il piano di Lucy e Wyatt fallisce e i due sono costretti a scappare con Rufus al seguito che fortunatamente è riuscito a finire il pezzo. Dopo aver riparato la navicella, i tre riescono a scappare sotto il fuoco dei francesi ed a tornare a casa.
Nel presente Lucy, Wyatt e Rufus si ritrovano a bere in un locale mentre leggono su internet ciò che hanno lasciato nel passato: “Il caso della Sfera della Pennsylvania”, "Quando i francesi videro la navicella sparire, classificata come uno dei primi avvistamenti di UFO al tempo del coloni in Nord America". I tre sembrano essersi riappacificati e Lucy rivela a Wyatt di essere spaventata dal diario ed ammette di avere paura, paura di aiutare Flynn, se questo è ciò che è davvero scritto nel suo destino. Wyatt le risponde che è libera di non scrivere quel diario se non vuole e che se non le sta bene ciò che è ora scritto nella storia, del diario e di Flynn, sta a lei riscrivere la storia stessa.

## Missione Apollo 11
- Titolo originale: Space Race
- Diretto da: Charles Beeson
- Scritto da: Matt Whitney

### Trama
Flynn e la sua squadra tornano al 20 luglio 1969 per infiltrarsi nel Manned Spacecraft Center e sabotare la missione Apollo 11. Flynn piomba, nel bel mezzo della notte, a casa del giovane Ellis uno scienziato della NASA, e lo uccide a sangue freddo per potergli rubare il badge con cui accedere alla Lockman Aerospace. Una volta sul posto, Rufus incontra Anthony Bruhl e gli chiede per quale motivo abbia collaborato nella manomissione della scialuppa nel 1754, ma Anthony scappa quando il centro controllo della missione perde le comunicazioni con Apollo 11. Rufus scopre attraverso un computer locale che Anthony ha inserito un attacco DoS nel centro del mainframe. Siccome la tecnologia degli anni '60 non è in grado di contrastare il virus, Rufus e Lucy chiedono aiuto alla matematica Katherine Johnson che riesce a farli accedere al mainframe. Proprio mentre cercano di rimuovere il virus, vengono bloccati da Anthony e uno dei piloti di Flynn. Rufus uccide il pilota prima che Anthony sfugga mentre le comunicazioni con Apollo 11 vengono ripristinate da Rufus e Katherine, la quale si prende i meriti (sotto suggerimento di Rufus) per aver salvato la missione. Nel frattempo Flynn incontra la segretaria della Lockman Aerospace Maria Thompkins e suo figlio Gabriel al parco, sotto gli occhi vigili di Wyatt.
Più tardi a casa di Maria, Wyatt le spiega che Flynn è in realtà una spia russa e che lei e suo figlio sono in pericolo. Ad un tratto Flynn inietta a Gabriel dell'adrenalina in seguito ad una reazione allergica alla puntura di un'ape per poi fuggire sotto gli occhi increduli di Wyatt e Maria.
Nel presente, i ragazzi scoprono attraverso un file segreto che Maria è in realtà la madre di Flynn e Gabriel è il fratellastro che morì di quella puntura d'ape nel 1969 prima ancora che Flynn nascesse.

## L'ultima corsa di Bonnie e Clyde
- Titolo originale: Last Ride of Bonnie & Clyde
- Diretto da: John Terlesky
- Scritto da: Anslem Richardson

### Trama
È il 23 maggio 1934 quando i giovani amanti e criminali Bonnie Parker e Clyde Barrow portano a termine una rapina alla Mcilroy Bank. Dopo la rapina i due non riescono a farla franca e vengono uccisi a colpi di pistola dalla polizia e da Henry Methvin, che aveva deciso di collaborare con le forze dell'ordine. Nel presente la squadra viene convocata alla Mason dove l'agente Christopher spiega loro la nuova missione: Flynn è tornato nel 1934 in Arkansas, il giorno della morte di Bonnie e Clyde. L'agente Christopher mostra loro una collana con una chiave di cui Flynn pare voglia impossessarsi ed un biglietto con un indirizzo di una banca. Giunti sul posto, i tre decidono di dividersi: Lucy e Wyatt entrano nell'edificio mentre Rufus li attende fuori. All'interno della banca, Lucy e Wyatt si ritrovano coinvolti in una rapina, commessa appunto da Bonnie e Clyde, quel furto che li condusse alla morte, in quel giorno di maggio. Dopo che la coppia criminale ha rubato il suo bottino, Lucy e Wyatt scappano insieme a loro, fingendosi a loro volta una famosa coppia di criminali, in modo da attirare la credibilità dei due. Lucy si è infatti accorta che Bonnie porta al collo la chiave che sta cercando Flynn e devono fare in modo di impossessarsene. Intanto Flynn cerca di collaborare con la polizia che allo stesso tempo ha preso Rufus, perché è considerato (a causa della soffiata di Flynn) complice di Wyatt e Lucy che a loro volta hanno aiutato Bonnie e Clyde nella rapina. Ma quando viene interrogato dall’uomo, Rufus mostra dei documenti fasulli ed afferma di chiamarsi Wesley Snipes. Rufus finisce poi per essere interrogato insieme a Henry Methvin che afferma che lui non è un membro della Barrow Gang. Methvin ha stretto infatti un patto con la polizia: se lui dirà loro dove sono Bonnie e Clyde e gli fornirà informazioni, la polizia potrà chiudere un occhio sui crimini commessi dall’uomo. Rufus viene quindi rilasciato e Methvin rivela l’esatta posizione di Bonnie e Clyde alla polizia. Nella casa della coppia, Lucy e Wyatt chiedono a Bonnie maggiori informazioni sulla collana che porta al collo e la ragazza risponde che era un regalo da parte di Clyde e che la stessa fu rubata ad Henry Ford, inoltre Clyde spiega loro che Ford ha offerto 50'000 dollari come ricompensa per chi ritrovasse quella chiave ma nessuno sa che serratura apra. La mattina dopo irrompe in casa Henry Methvin con la polizia al seguito. Inizia una sparatoria e Wyatt e Lucy sono salvati da Rufus che è riuscito a rintracciarli. Purtroppo non riescono ad impossessarsi della collana e nel trambusto generale, la storia termina come doveva andare e Bonnie e Clyde vengono uccisi. Prima Clyde, poi Bonnie, che disperata muore tra le sue braccia.
Nel presente Connor Mason incontra Benjamin Cahill e gli dice che di lui si può fidare e che l'agente Christopher non sarà un problema per loro. Intanto la donna ha scoperto che Mason era in bancarotta anni prima e fu aiutato dalle finanze di Cahill. Nel frattempo Flynn è riuscito ad impossessarsi della chiave, alla morte di Bonnie, e si reca in una sorta di museo, davanti ad un vecchio orologio. La chiave combacia perfettamente con la serratura e trova un messaggio al suo interno.

## La guerra d'indipendenza
- Titolo originale: The Capture of Benedict Arnold
- Diretto da: John F. Showalter
- Scritto da: Tom Smuts

### Trama
L’Agente Christopher invita Lucy a cena, e coglie l'occasione per darle una chiavetta USB contenente la sua vita intera, foto, ecc, spiegandole che la sua paura non è più quella di perdere i suoi figli, ma che la storia cambi in modo che lei non sappia nemmeno di essere stata una madre. Intanto Rufus gioca ai videogames con Jiya quando vengono interrotti da Connor Mason, mezzo ubriaco, che cerca ancora di far capire a Rufus che non è lui il cattivo della situazione. La squadra viene convocata per seguire Flynn il 25 settembre del 1750 a New York, giorno in cui Benedict Arnold cede West Point all'esercito britannico. Ma, prima ancora che riescano a iniziare la loro caccia a Flynn, vengono catturati da George Washington. Qui incontrano Flynn e scoprono che Benedict Arnold era il membro fondatore di Rittenhouse. Garcia vuole che la squadra lo aiuti a catturare Arnold e rivela a Wyatt che sa chi ha ucciso sua moglie e che glielo dirà se lo aiuterà a fermare l’organizzazione. I ragazzi e Flynn si dirigono al confine britannico dove catturano Benedict Arnold e rivela loro che Rittenhouse non è un'organizzazione ma una persona. Arnold accompagna il team a casa di questa persona e in una stanza trovano un bambino intento ad aggiustare un orologio. Lucy inizia ad interagire con questo bambino e si accorge che è molto sveglio ed interessato al concetto del tempo. All'improvviso arriva nella stanza David Rittenhouse, un uomo anziano ossessionato dal tempo e ha insegnato a John, il bambino, suo figlio a costruire orologi. Rittenhouse inoltre aveva reclutato Benedict Arnold per aiutarlo a modificare gli eventi nel mondo. Successivamente David uccide Arnold per averlo tradito mentre Wyatt e Flynn vengono salvati da Rufus da un'esecuzione. La squadra è d'accordo con Flynn di uccidere Rittenhouse ma lui risponde che i membri dell'organizzazione sono molti e che Rittenhouse andrà avanti anche senza di lui. Flynn, spazientito, uccide Rittenhouse a sangue freddo ma non è finita perché il figlio, John è scappato e Garcia tenta in ogni modo di cercarlo per ucciderlo. Una volta trovato, il bambino, terrorizzato rivela a Flynn di essere sempre stato contrario alle idee del padre e non vuole assolutamente diventare come lui. Flynn comunque non si fida e poco prima di sparargli arriva Lucy a fermarlo dando modo al bambino di scappare. 
Alla fine Garcia decide di rapire Lucy, minacciandola con un coltello, e la porta nella sua navicella che sparisce sotto gli occhi preoccupati di Wyatt e Rufus.

## Tra magia e realtà
- Titolo originale: The World's Columbian Exposition
- Diretto da: Craig Zisk
- Scritto da: Lana Cho

### Trama
L'episodio inizia con Wyatt e Rufus ancora molto preoccupati per la scomparsa di Lucy, soprattutto Wyatt che è molto determinato a trovarla. Intanto Flynn ha portato Lucy a Chicago, nel 1893 durante la Fiera Colombiana di Chicago. Una volta saputo, i ragazzi partono per il 1893 dopo aver fatto presente alla Mason Industries dell'accaduto. Finiscono quindi a Chicago, dove si nasconde Flynn, e seguono il loro istinto. Viaggiando difatti senza l’aiuto di Lucy non possiedono le sue conoscenze storiche di cui hanno bisogno. Garcia Flynn ha in mente di uccidere Thomas Edison, Henry Ford e J.P. Morgan e dovrà essere Lucy a farlo. Questi tre personaggi sono infatti membri di Rittenhouse e, dato che Flynn si è lasciato sfuggire John Rittenhouse, il figlio di David Rittenhouse, non può permettersi di perdere anche questa volta. Nello stesso istante, Wyatt e Rufus, mentre tentano di seguire gli uomini di Flynn, entrano nel World's Fair Hotel cadendo in trappola. Infatti i due finiranno per essere intrappolati in una stanza nell’hotel del primo serial killer documentato nella storia dell’America, il dottor H.H. Holmes. Fortunatamente, Wyatt e Rufus non sono soli. Wyatt si ritrova a conoscere una donna, Sophia Hayden, un architetto e con loro vi è anche un uomo di nome George Henry. I ragazzi iniziano ad agitarsi così ognuno di loro racconta la propria storia e di cosa perderebbero se dovessero morire. Intanto Flynn tenta di far capire a Lucy che è importante uccidere i tre personaggi, poiché membri di Rittenhouse mentre Lucy lo porta allo spettacolo di Harry Houdini, alla Chicago World Fair. Durante lo spettacolo, Houdini chiede al pubblico se vi siano volontari e Lucy si propone subito, così ha la possibilità di instaurare un dialogo con Harry e convincerlo ad aiutarli. Finito lo spettacolo, Flynn chiede ad Harry Houdini di farlo entrare nella stanza dove vi sono Ford, Edison e Morgan, e lui lo fa senza rompere alcuna serratura, ma passando attraverso il soffitto, per poi prendere furtivamente la pistola di Flynn per togliergli la possibilità di sparare. Lucy chiede poi ad Houdini di aiutarla a trovare i suoi compagni, rinchiusi quindi al Fair Hotel. Lucy e Harry arrivano in tempo e riescono a liberare Wyatt, Rufus, Sophia e George. Ma proprio quando il trio sta per scappare, Lucy si rende conto che l'altro uomo con cui sono in compagnia, George Henry, è in realtà H.H. Holmes, il serial killer. Egli velocemente la trascina con sé e la intrappola in una sorta di bara. Lucy, astutamente, ricorda una conversazione avuta con Houdini e riesce a tenere occupato Holmes con le sue conoscenze su di lui. Wyatt, arrivato in tempo, uccide il serial killer, sparandogli. Successivamente i tre si congedano con Sophia e Houdini per poi ripartire.
Nel presente Rufus registra l’ultimo messaggio per Rittenhouse dicendo che ha finito di essere la loro marionetta e che non avrebbe più registrato nulla, che sarebbe stato il suo ultimo messaggio per loro. Mason, molto preoccupato, gli ricorda con chi ha a che fare e che questo gesto non passerà inosservato. Alla fine, Wyatt riceve una chiamata da Flynn che gli rivela il nome dell'assassino di Jessica e gli suggerisce di tornare nel passato per cancellare la sua esistenza.

## Jesse James e il vecchio west
- Titolo originale: The Murder of Jesse James
- Diretto da: John F. Showalter
- Scritto da: Jim Barnes

### Trama
All’inizio dell’episodio Wyatt va a fare visita all’assassino di sua moglie in prigione, Wes Gilliam, colpevole dell'assassinio di altre due donne. Inizialmente l'uomo si dimostra poco propenso a collaborare dicendo di non sapere chi sia Jessica né tantomeno di averla uccisa ma, dopo le provocazioni di Wyatt, gli rivela che si ricorda di Jessica e anche di quando Wyatt faceva appelli disperati alla tv. Una volta saputo quello che voleva, Wyatt se ne va. Dopo quello che Rufus ha comunicato a Rittenhouse, Jiya è stata selezionata per diventare pilota di macchine spaziali, da Connor Mason. In soli sei mesi, Mason vuole che la ragazza rimpiazzi Rufus come pilota delle loro missioni temporali. Dall’altra parte, Lucy si sente tremendamente ancora in colpa per la scomparsa della sorella Amy, in seguito al loro primo viaggio. Lucy continua a sottolineare l’accordo che ha con la Mason: viaggiare nel tempo, a patto che sua sorella ritorni indietro in qualche modo. La squadra viaggia fino al 3 aprile 1882, dove Flynn salva il famoso criminale Jesse James da essere assassinato da Charles e Robert Ford; per farsi aiutare a trovare una persona nel territorio indiano. I tre partono alla ricerca di Flynn e, per entrare nel territorio indiano, chiedono aiuto a Bass Reeves, il primo sceriffo federale di colore ad ovest del Mississippi che ha ispirato il personaggio del Cavaliere solitario, ed allo sceriffo indiano Grant Johnson, anche se Wyatt ha pianificato di uccidere James da solo. Intanto Flynn conduce Jesse James in una baita sperduta nel bosco e fanno la conoscenza di Emma Whitmore. Flynn, grazie al diario di Lucy, conosce tutto di lei: è la prima pilota di viaggi nel tempo della Mason, che ha finto la sua stessa morte e si è nascosta nel passato per evitare di essere trovata da Rittenhouse. Flynn si offre di riaccompagnarla a casa, nel presente, con la promessa che insieme riusciranno a fermare Rittenhouse. La donna accetta e insieme si dirigono alla navicella. La squadra arriva alla baita, dove apprendono che qualcuno che viveva nel presente è stato lì. Allora Rufus racconta ai suoi compagni la storia di Emma, ma non immaginava che fosse ancora viva. James inizia una sparatoria ed uccide Grant sotto gli occhi della squadra e di Bass. Successivamente, la squadra si aggira con il Reeves per dare la caccia a Jesse James. Quando se lo trovano davanti, Wyatt vuole a tutti i costi ucciderlo, ma Bass rifiuta di accettare quello che Wyatt sta cercando di fare. Wyatt non è d’accordo, James è un killer e vuole che giustizia sia fatta. Lo sceriffo dice invece che è meglio pensare due volte a ciò che dovrebbero fare, e che non è d’accordo sull’ucciderlo. All'improvviso Lucy spara un colpo alle spalle di James, uccidendolo. Intanto alla Mason Industries, Jiya si è intrufolata nel pc di Mason ed è riuscita ad accedere ad un video in cui scopre di Emma, che era pilota delle missioni precedenti. Purtroppo viene scoperta e minacciata da Mason dicendole che se proverà ad ingannarlo un'altra volta se ne pentirà. Prima di ripartire, Bass consegna la ricompensa a Lucy per aver consegnato Jesse James alla giustizia, vivo o morto. Wyatt replica che secondo lui hanno fatto la cosa giusta, ma Reeves gli risponde che uccidere non è mai la cosa giusta e che Lucy ci dovrà convivere per tutta la vita. Poco prima di andarsene, un giornalista vuole scrivere un articolo su di lui ma l'uomo rifiuta, allora Rufus gli dice che è ora che le persone sappiano di lui, della sua storia e delle sue buone azioni altrimenti qualcun altro diventerà famoso al posto suo. Bass lo ringrazia ma risponde di essere felice lo stesso anche se nessuno saprà di lui. 
Nel presente Rufus riferisce a Mason che Emma Whitmore è viva e che Anthony Bruhl aveva mentito sulla sua morte per proteggerla. Mason, sconvolto dalla notizia, non riesce a capire perché Flynn abbia rischiato tanto per averla nella sua squadra. Alla fine Wyatt dà appuntamento a Rufus in un bar e gli chiede se lo aiuta a rubare la macchina del tempo, per riportare Jessica in vita e uccidere l’assassino della moglie, prima che avvenga il fatto. Rufus non è intenzionato ad aiutarlo ma Wyatt gli dice che ha una possibilità di salvare la vita di sua moglie e delle altre due donne e che è l'unico a cui può chiederlo. Rufus, sebbene molto dubbioso, accetta.

## Un tuffo negli anni '80
- Titolo originale: Karma Chameleon
- Diretto da: Greg Beeman
- Scritto da: Anne Cofell Saunders

### Trama
Nel bel mezzo della notte, Wyatt si presenta a casa di Lucy per comunicarle che lui e Rufus stanno per rubare la macchina del tempo per salvare sua moglie e per chiederle di essere coperto alla Mason per poi rivelare il tutto all'agente Christopher. Lucy gli risponde che sono folli a pensare che il piano funzioni e non hanno idea a quali conseguenze andranno incontro. Wyatt le risponde che ha pensato a tutto e che è l'unico modo per salvare la vita di sua moglie e delle altre sue donne, Lucy rimane seduta sulle scale a piangere ma, anche se paura di perderli per sempre, accetta la decisione di Wyatt e gli augura buona fortuna. Rufus finge di essere un ostaggio di Wyatt, quindi costretto a rubare la macchina del tempo per distrarre le telecamere di sorveglianza ed avere un alibi al ritorno. Il piano di Wyatt è quello di tornare il 19 marzo del 1983 a Toledo, in Ohio, per fare in modo che i genitori dell'assassino di Jessica, Wes, non si incontrino mai. Intanto Flynn, Emma ed Anthony discutono della possibilità di distruggere la nave madre per evitare che finisca nelle mani di Rittenhouse ed Anthony aggiunge che Rufus e Mason possono distruggere la scialuppa ma Flynn scarta immediatamente la possibilità e ribadisce di attenersi al piano cioè cancellare Rittenhouse dalla storia. Wyatt e Rufus arrivano all'aeroporto di Toledo dove dovrebbero aspettare il volo della madre di Wes, Clare, un'hostess di volo che avrà un'avventura di una notte con il barista Joel. Il mattino seguente la ragazza avrà un volo per Milwaukee e non lo rivedrà più. Purtroppo il volo di Clare atterra prima e i due non riescono ad incontrarla, allora Wyatt, fingendosi un vecchio amico di liceo, si fa dire da un'altra hostess, amica di Clare, il nome dell'hotel in cui alloggerà. Intanto l'agente Christopher scopre che Lucy era d'accordo con Wyatt di rubare la macchina e le dice che non hanno idea di cosa hanno fatto, ma Lucy le risponde che avrebbe fatto lo stesso per riportare indietro Amy e che Christopher non ha fatto niente per riportarla indietro. Anthony chiama la Mason Industries per parlare con Lucy: vuole incontrarla di persona per rivelarle un piano per mettere fine a questa storia per sempre. La ragazza, d'accordo con Mason e Christopher, accetta. Arrivata nel luogo dell'incontro, Anthony le punta una pistola e, dopo aver tolto a Lucy il rilevatore GPS e il microfono che le erano stati installati dalla Mason per essere rintracciata, le rivela che Rittenhouse vuole la nave madre per cambiare la storia a proprio favore e vorrebbe che lei e Rufus distruggano la scialuppa subito dopo che lui avrà distrutto la nave madre. Nel frattempo Wyatt e Rufus arrivano all'hotel dove vedono che il barista sta parlando con Clare. Rufus con una scusa, riesce a vedere il numero di stanza di Clare e Wyatt inizia a parlarle per distrarla dal barista. Il ragazzo vuole portarla in una discoteca vicino ma lo sceriffo li informa che hanno chiuso le strade per un'allerta tornado e che sono costretti a restare in hotel. All'improvviso arriva l'hostess a cui Wyatt aveva chiesto informazioni su Clare all'aeroporto, l'hostess è contenta perché Clare è riuscita a trovare il suo vecchio compagno di liceo ma Clare non sa di cosa stia parlando dato che ha conosciuto Wyatt da poco. Le ragazze, spaventate, ordinano a Wyatt di stare lontano da Clare, il ragazzo si innervosisce perché se non interviene subito, Clare e Joel si incontreranno e non riuscirà a salvare sua moglie. Nel mentre Lucy e Christopher stanno parlando in auto quando l'agente le mostra delle foto di Mason assieme ad un uomo di Rittenhouse; la ragazza risponde di conoscere già quell'uomo, Benjamin Cahill, suo padre. Intanto Wyatt viene informato da Rufus che Clare e Joel sono andati in camera sua ma Rufus gli raccomanda di non far loro del male. Il ragazzo irrompe in camera loro e rapisce Joel portandolo all'esterno dell'edificio in mezzo alla tempesta. All'improvviso Joel scappa inseguito da Wyatt ma sfortunatamente inciampa e cade rompendosi la testa, morendo subito dopo. Wyatt disperato tenta di rianimarlo ma Rufus lo obbliga a tornare alla scialuppa. Prima di partire, Wyatt si incolpa della morte di Joel ma Rufus lo consola e gli risponde che è stato un incidente e che sapeva che non gli avrebbe fatto del male, ma almeno sono riusciti a salvare tre donne, compresa Jessica. Wyatt gli dice che comunque il ragazzo non meritava di morire e che Jessica non sarebbe stata d'accordo.
Nel presente Wyatt apprende che non è riuscito a salvare la moglie; ella, infatti, risulta ancora morta e l'assassino sconosciuto, invece le altre due donne uccise da Wes sono salve. Wyatt, in preda alla disperazione, viene portato via dalle guardie per il furto della scialuppa. Intanto la Mason viene informata di un'esplosione nei pressi di Oakland. Una volta sul posto, Rufus e Christopher non trovano resti della nave madre ma trovano il corpo di Anthony con due colpi al petto, probabilmente ucciso da Flynn quando ha saputo del piano di Anthony. Lucy va a fare visita al padre e gli dice che sa che fa parte di Rittenhouse e che è contraria a ciò. Cahill le risponde che anche lei ne fa parte, è nel suo sangue che lo voglia o no.

## La generazione perduta
- Titolo originale: The Lost Generation
- Diretto da: Craig Zisk
- Scritto da: Kent Rotherham e David Hoffman

### Trama
L'episodio inizia con Lucy intenta a discutere con il padre a proposito di Rittenhouse. Cahill insiste che essere di Rittenhouse fa parte del destino di Lucy, che ne è un membro a tutti gli effetti e che nessuna scelta va fatta al riguardo, è già tutto prestabilito, poiché è nel suo sangue. Ma Lucy rimane ferma nella sua idea di fermare Rittenhouse una volta per tutte. Intanto, Wyatt viene condotto in una base segreta per essere interrogato a proposito del furto della navicella. Lucy, Rufus e Christopher si trovano a Oakland per discutere della prossima missione: Flynn è tornato al 21 maggio 1927, a Parigi, giorno in cui Charles Lindbergh atterrò a Parigi compiendo il primo volo transatlantico della storia. Lucy dice che non vuole prendere parte alla missione e di lasciare che Flynn cambi la storia per eliminare Rittenhouse, ma Rufus la convince dicendo che comunque bisogna impedire che Flynn faccia del male a qualcuno e che, se serve, partirà da solo. I due, prima di partire, fanno la conoscenza del sergente maggiore David, soprannominato "BamBam", che sostituirà Wyatt nella missione. Intanto Flynn ed Emma colpiscono con un missile l'aereo di Lindbergh che, costretto ad atterrare, viene rapito da Flynn. Nel frattempo, Lucy, Rufus e David vengono a sapere che l'aereo di Charles si è schiantato ma, una volta sul posto, David intuisce che l'aereo è stato costretto ad atterrare e che Flynn ha, probabilmente, rapito Lindbergh. Sul posto arriva anche Ernest Hemingway che si offre di aiutarli. I quattro si dirigono al Dingo Bar, un famoso locale di Parigi, dove incontrano Joséphine Baker, la quale si offre di aiutarli a trovare Flynn, Emma e Charles. Alla Mason, intanto, arrivano degli agenti della NSA guidati dall'agente Neville che, dopo i recenti problemi con Wyatt, sono autorizzati a prendere il controllo della missione ed allontanano l'agente Christopher per riassegnarla. La donna torna da Wyatt, il quale si dimostra particolarmente dispiaciuto per l'agente dato che nessuno doveva pagare per quello che lui ha fatto, ma, quando l'agente gli racconta che l'agente Neville ha assunto il controllo del progetto, Wyatt intuisce che la causa dell'allontanamento di Christopher non è sua ma si tratta di un piano premeditato per rovesciare il potere della Mason e assumerne il controllo. Intanto Lucy, Rufus e David vedono Emma al locale e decidono di inseguirla, ma mentre sta scappando, l'uomo che è con lei spara a David uccidendolo. Lucy e Rufus ora non sanno più come fare a trovare Lindbergh, ma Hemingway, sebbene molto ubriaco, si offre di aiutarli. I tre arrivano in un vecchio château, quando Ernest si sente male e Rufus lo accompagna fuori lasciando Lucy da sola. Flynn, così, coglie l'occasione per rapire Lucy e portarla nelle catacombe dov'è tenuto prigioniero Lindbergh. Flynn le dice che ha intenzione di ucciderlo perché membro di Rittenhouse ma Lucy si offre di provare a convincerlo a lasciare l'organizzazione e Flynn, anche se scettico, accetta. Lindbergh dice a Lucy di essere spaventato da Rittenhouse e non vorrebbe farne parte ma, come Lucy, ci è nato e non può cambiare il suo destino. Ma Lucy gli risponde che non deve essere per forza il suo futuro e che è libero di fare ciò che vuole. Charles le rivela che vorrebbe sposarsi e avere una famiglia ma allo stesso tempo è preoccupato per suo padre che, molto probabilmente, lo starà cercando dato che una volta atterrato avrebbe dovuto chiamare un certo Julian Charvet e che Rittenhouse avrebbe pensato al resto. Intanto l'agente Christopher mostra a Wyatt una foto di una limousine davanti alla Mason e ricorda che l'auto appartiene a Benjamin Cahill, quindi deducono che Rittenhouse ha assunto il controllo della Mason e della scialuppa. Christopher vuole che Wyatt aiuti i suoi compagni e per farlo gli lascia una graffetta con la quale può liberarsi e uscire dalla cella. Nel frattempo, Flynn va a fare visita a Julian Charvet e lo minaccia con una pistola per avere informazioni su Rittenhouse. Intanto, nelle catacombe, Rufus ed Hemingway trovano e liberano Lucy e Lindbergh per poi rifugiarsi a casa di Josephine. Qui, Charles decide di partire con Josephine per Bordeaux, per iniziare una nuova vita, mentre Hemingway saluta Rufus dicendogli che si è divertito molto con lui. 
Nel presente Lucy e Rufus apprendono con stupore che la gestione della Mason è cambiata e che l'agente Christopher è stata riassegnata e ad accoglierli c'è l'agente Neville che, prima di lasciarli andare, pone loro delle domande sulla missione. A casa, Lucy rimane delusa nel sapere che Charles Lindbergh non è cambiato e dopo essere sparito per alcune settimane è tornato solo per rivendicare il merito del primo viaggio transatlantico per poi diventare un isolazionista e antisemita proprio come doveva andare la storia. La madre di Lucy le dice che probabilmente era un uomo ambizioso e voglioso di stare al centro dell'attenzione proprio come voleva suo padre. Poi regala a Lucy un diario vuoto; il diario che avrebbe scritto in futuro e che ora è nelle mani di Flynn. Rufus, Lucy e Christopher si ritrovano con Wyatt a Oakland, dove l'agente rivela alla squadra che gli agenti che hanno preso il controllo della Mason sono di Rittenhouse e che Lucy e Rufus devono continuare a lavorare per loro come se niente fosse. All'inizio i due sono contrari ma Wyatt riesce a convincerli dicendo che anche se non sarà con loro farà di tutto per tenerli al sicuro.

## Nemico pubblico nº 1
- Titolo originale: Public Enemy No. 1
- Diretto da: Guy Ferland
- Scritto da: Matt Whitney e Anslem Richardson

### Trama
L'agente Neville ordina a Lucy, Rufus e Wyatt di recarsi a Houston nel 1962 per uccidere la madre di Flynn prima che questa lo concepisca. I tre si rifiutano di uccidere una donna innocente e, partiti per la missione, si sottraggono al controllo del centro, seguendo invece Flynn nel 1931, a Chicago.
Il gruppo si trova alle prese con Al Capone, salvato dalla galera da Flynn, che cancella le prove che devono portarlo in carcere per evasione fiscale. Il motivo per cui Flynn aiuta il gangster è che, in cambio, vuole mettere le mani su William Hale Thompson, il sindaco di Chicago, membro di Rittenhouse che può rivelargli la data e il luogo di un appuntamento in cui dovranno convenire gli affiliati dell'organizzazione segreta. Lucy cerca di fermare Flynn, chiedendo l'aiuto di Eliot Ness, l'agente del Dipartimento del tesoro a capo della squadra chiamata gli intoccabili e acerrimo nemico del gangster. Ness, però, viene ucciso da un uomo di Capone. I tre viaggiatori del tempo ricorrono allora a Jimmy, uno dei fratelli di Al Capone che, da sedici anni, vive sotto altro nome ed è diventato un agente federale. Jimmy, accompagnato da Lucy, Rufus e Wyatt, si presenta al fratello, dichiarando che lo vuole arrestare. Nello scontro a fuoco che ne segue, Al Capone rimane ucciso, ma non prima di aver ferito Rufus.

## Sangue nobile
- Titolo originale: The Red Scare
- Diretto da: Matt Earl Beesley
- Scritto da: Arika Lisanne Mittman

### Trama
Ritornati al presente, Rufus viene curato da Noah, fidanzato di Lucy. Jiya, Rufus, Wyatt e Lucy decidono di fermare Flynn. Una volta arrivati nel 1954, il giorno in cui deve svolgersi un incontro ad alto livello di Rittenhouse, Wyatt e Lucy riescono a trovare Flynn, grazie a Ethan Cahell, nonno di Lucy. Lucy riesce a convincere Flynn, che vuole fare saltare in aria il luogo dell'incontro, a non uccidere i membri dell'organizzazione. Mentre Lucy resta, per sua scelta, insieme a Flynn, Rufus, Wyatt e Jiya tornano con la scialuppa nel presente. Lucy, prima di andarsene sulla nave madre, rivela a Ethan che è sua nipote. A lui, che è stato costretto suo malgrado dal padre a far parte dell'organizzazione, Lucy affida un compito, quello di fare negli anni a venire, il doppio gioco con Rittenhouse. Tornati al presente Lucy incontra il nonno, che durante tutti gli anni passati ha portato a termine il compito chiestogli da Lucy, ossia conservare ogni prova su Rittenhouse per poter smantellare la rete ricorrendo alle vie legali. Quando Lucy rivede Flynn, con il quale aveva stretto un patto per evitare l'esplosione che avrebbe distrutto nel 1954 la casa del convegno segreto, l'uomo viene arrestato dagli agenti di Denise. Credendo di essere stato tradito da Lucy, Flynn viene portato via furioso contro di lei. Denise ora lascia a Lucy la possibilità di usare la navetta per andare a cercare la sorella. Prima di partire, Lucy va dalla madre e scopre che sia lei che Harry, il padre con cui è cresciuta, fanno parte di Rittenhouse. La madre le dice che, come tutta la loro famiglia, anche lei appartiene a Rittenhouse e che un destino glorioso li attende, perché l'organizzazione è sul punto di impadronirsi della nave madre per merito di un loro agente infiltrato che altri non è che Emma Whitmore.